# Сидар Вејл (Канзас)
Сидар Вејл (енгл. Cedar Vale) град је у америчкој савезној држави Канзас.

## Демографија
По попису из 2010. године број становника је 579, што је 144 (-19,9%) становника мање него 2000. године.
| Група             | 2000.       | 2010.       |
| Белци             | 665 (92,0%) | 522 (90,2%) |
| Афроамериканци    | 3 (0,4%)    | 2 (0,3%)    |
| Азијати           | 0 (0,0%)    | 1 (0,2%)    |
| Хиспаноамериканци | 15 (2,1%)   | 11 (1,9%)   |
| Укупно            | 723         | 579         |